# تشارلز غيريرو
تشارلز غيريرو (بالبرتغالية: Charles Guerreiro) هو لاعب كرة قدم برازيلي في مركز الدفاع، ولد في 22 ديسمبر 1963 في بليم في البرازيل. لعب مع نادي غواراني ونادي فاسكو دا غاما ونادي فلامنغو ونادي فلومينينسي.